# Nowy Tyczyn
Nowy Tyczyn, Tyczyn Nowy (ukr. Новий Тичин) – dawna kolonia na Ukrainie w rejonie tarnopolskim, należącym do obwodu tarnopolskiego.
Znajdował się 1,5 km na północny wschód od wsi Pantalicha. Miejscowość skasowano w związku z przesiedleniem mieszkańców.

## Historia
Nowy Tyczyn to dawna kolonia niemiecka, prawdopodobnie nazwa pochodzi od morawskiego miasta Nowy Jiczyn (po niemiecku Neutitschein).
W II Rzeczypospolitej Nowy Tyczyn stanowił gminę jednostkową Tyczyn Nowy w powiecie trembowelskim w województwie tarnopolskim.
1 sierpnia 1934 r. w ramach reformy na podstawie ustawy scaleniowej Tyczyn Nowy wszedł w skład nowej zbiorowej gminy Darachów.
Po wojnie wszedł w struktury ZSRR.